# 8260 Momcheva
8260 Momcheva eller 1984 SH är en asteroid i huvudbältet som upptäcktes den 23 september 1984 av Rozhen-observatoriet. Den är uppkallad efter den bulgariska astronomen Ivelina Momcheva.
Asteroiden har en diameter på ungefär 4 kilometer.